# Улица Весмас (Рига)
Улица Ве́смас (латыш. Vēsmas iela, от vēsma — дуновение) — улица в Видземском предместье города Риги, в Пурвциемсе. Впервые упоминается в адресной книге за 1957 год под своим нынешним названием, которое никогда не изменялось.
Начинается от перекрёстка с улицей Сактас, идёт в северо-западном направлении и выходит к внутриквартальному проезду, соединяющему улицы Веявас и Калснавас. С другими улицами не пересекается.
Общая длина улицы составляет 99 метров. В 2017 году устроено асфальтовое покрытие (ранее была покрыта гравием). Застройка частная. Общественный транспорт по улице не курсирует.